# Willy De Geest
Willy De Geest, né le 8 janvier 1947 à Gand, est un coureur cycliste professionnel belge.

## Palmarès
- 1968
  -  Champion de Belgique derrière derny amateurs
  - 3e du Grand Prix d'Isbergues
- 1969
  - Circuit des monts du sud-ouest
  - 2e du Prix national de clôture
  - 10e de Paris-Tours
- 1971
  - 2e de la Coppa Agostoni
  - 3e du Tour du Nord-Ouest de la Suisse
- 1972
  - 2e de l'Amstel Gold Race
  - 2e du Tour de Belgique
  - 2e du Grand Prix de Prato
  - 3e de Paris-Tours
  - 4e du Tour des Flandres
  - 8e de Paris-Nice
  - 8e du Tour de Lombardie
- 1973
  - 3eb étape de Paris-Nice (contre-la-montre par équipes)
  - 2ea étape du Tour de Suisse
  - 2e du Grand Prix E5
  - 2e du Circuit de la région frontalière
  - 3e du Circuit des Trois Provinces (Avelgem)
  - 4e du Tour des Flandres
  - 9e du Rund um den Henninger Turm
  - 10e de Paris-Tours
- 1977
  - 5e étape du Tour de Suisse
- 1978
  - 10e de Paris-Tours
- 1980
  - Grand Prix de Wallonie
- 1981
  -  Champion de Belgique derrière derny
  - Circuit de la région linière
  - 6e de Bordeaux-Paris

## Résultats sur les grands tours

### Tour de France
2 participations
- 1973 : abandon (8e étape)
- 1976 : abandon (7e étape)

### Tour d'Italie
7 participations
- 1970 : abandon
- 1972 : abandon
- 1975 : 56e
- 1976 : 66e
- 1977 : 75e
- 1978 : 50e
- 1979 : 70e